# Вольф, Дженни
Дже́нни Вольф-Лотце (нем. Jenny Wolf-Lotze; 31 января 1979, Восточный Берлин) — немецкая конькобежка, участница зимних Олимпийских игр 2002, 2006, 2010 и 2014 годов, серебряная призёрка Олимпийских игр 2010 года, 4-кратная чемпионка мира на дистанции 500 м, 10-кратная чемпионка Германии, 6-кратная обладательница Кубка мира на дистанции 500 метров и 4-кратная на 100 метров, пока эту дистанцию не убрали из зачёта.

## Биография
Дженни Вольф начала кататься на коньках в 1986 году на замёрзшем озере за своим домом в Берлине. Через год её родители увидели в газете объявление о создании конькобежного клуба «Динамо» на юго-востоке Берлина и взяли её с собой для знакомства с этим спортом. В возрасте 8 лет она присоединилась к своему первому клубу «Динамо Юго-Восточный Берлин», а уже в 1989 году начала соревноваться.
В свой первый сезон 1989/90 она участвовала в своём первом турнире на детско-юношеской Спартакиаде в Берлине и заняла там 3-е место с падением. В 1992 году её взяли в спортивную школу Хоэншёнхаузена. В 1996 году заняла 2-е место на юниорском чемпионате Германии в спринте и начала участие в Национальных чемпионатах в спринтерском многоборье на взрослом уровне, а через год выиграла звание чемпионки среди юниоров на дистанции 500 м и заняла 2-е место на 1000 м.
В сезоне 1998/99 она дебютировала на Кубке мира, а в 2000 году на чемпионате мира в спринтерском многоборье в Сеуле, где заняла 21-е место и на чемпионате мира на отдельных дистанциях в Нагано с 16-м местом на дистанции 500 м. Только в 2002 году она вновь попала на подиум в Германии, выиграв «серебро» в спринтерском многоборье.
В феврале 2002 года на зимних Олимпийских играх в Солт-Лейк-Сити Дженни участвовала в забеге на 500 м и заняла 15-е место, а до этого заняла 23-е место в спринте на мировом первенстве в Хамаре. В 2003 году она удачно выступила на чемпионате Германии в спринте, поднявшись на 2-е место и на отдельных дистанциях стала 1-й на 100 м и 2-й на 500 м, а также заняла 17-е место на чемпионате мира в спринтерском многоборье в Калгари.
Следующие три сезона Вольф выигрывая награды на чемпионате Германии не могла добиться хороших результатов на мировых первенствах. На зимних Олимпийских играх в Турине в 2006 году на дистанции 500 м по сумме двух заездов она заняла 6-е место. В 2007 году произошёл прорыв в карьере Вольф, сначала она выиграла Национальный чемпионат в спринтерском многоборье, а затем выиграла золотую медаль на дистанции 500 м на чемпионате мира в Солт-Лейк-Сити.
В 2008 году Вольф выиграла впервые «золото» на спринтерском чемпионате мира в Херенвене, а следом и 2-е «золото» на дистанции 500 м на чемпионате мира в Нагано. Через год стала 2-й в спринте на чемпионате мира в Москве и третий раз подряд стала чемпионом в беге на 500 м на чемпионате мира в Ричмонде.
В январе 2010 года завоевала бронзовую медаль в спринтерском многоборье на чемпионате мира в Обихиро и на зимних Олимпийских играх в Ванкувере выиграла «серебро» на дистанции 500 м и 17-е место на 1000 м. В 2011 году в 4 раз выиграла свою «коронную» дистанцию 500 м на чемпионате мира в Инцелле.
В 2012 году её результаты пошли на спад, она выиграла в очередной раз чемпионат Германии на дистанции 500 м, но на международном уровне не блистала, заняв 9-е место в спринте на мире и 6-е в беге на 500 м на чемпионате мира в Херенвене. В 2013 году в в Сочи стала 4-й на 500 м. На своих 4-х зимних Олимпийских играх в Сочи Вольф заняла 6-е место в забеге на 500 м и 25-е на 1000 м. В марте 2014 года она завершила карьеру спортсменки.

## Личная жизнь
Дженни Вольф августе 2008 года окончила Берлинский университет имени Гумбольдта со степенью магистра германистики, социологии и литературоведения, а в 2013 году окончила Берлинский технический университет со степенью магистра на факультете промышленной инженерии. С 2007 года встречалась с офицером бундесвера Оливером Лотце и поженились в январе 2011 года в Либенбергском дворце. С октября 2015 по декабрь 2018 года работала младшим тренером в немецком конькобежном союзе (DESG). В 2018 году получила диплом тренера в Кёльнской академии тренеров (DOSB). В мае 2019 года окончила Лейпцигский университет со степенью бакалавра спортивных наук. 24 сентября 2020 года она приступила к обязанностям федерального тренера по конькобежному спорту и оставила эти обязанности 11 декабря 2020 года из-за разногласий с руководством федерации. С 1 апреля 2021 года Вольф стала координатором по образованию и науке в федеральном офисе Специальной Олимпиады Германии (SOD).

## Награды
- 2008 год — получила медаль Федеральной земли Берлин за заслуги[12].

## Рекорды мира
Дженни Вольф несколько раз устанавливала рекорды мира на дистанциях 100 и 500 метров.
| № | Дистанция | Время | Дата            | Место          |
| - | --------- | ----- | --------------- | -------------- |
| 1 | 100 м     | 10,28 | 4 марта 2007    | Калгари        |
| 2 | 500 м     | 37,04 | 10 марта 2007   | Солт-Лейк-Сити |
| 3 | 500 м     | 37,02 | 16 ноября 2007  | Солт-Лейк-Сити |
| 4 | 100 м     | 10,22 | 16 декабря 2007 | Эрфурт         |
| 5 | 100 м     | 10,21 | 7 марта 2009    | Солт-Лейк-Сити |
| 6 | 500 м     | 37,00 | 11 декабря 2009 | Солт-Лейк-Сити |